# 롤러코스터 타이쿤 (비디오 게임)
롤러코스터 타이쿤(RollerCoaster Tycoon)은 놀이 공원을 경영, 관리하는 비디오 게임이다. 마이크로프로즈사와 크리스 소여가 개발하였으며 하스브로 인터랙티브를 통해 출시되었다. 롤러코스터 타이쿤 시리즈의 첫 번째 게임으로, 1999년 3월 31일 북미에 처음 출시되었다. 후에 엑스박스 버전으로 출시되었다.

## 역사
크리스 소여는 원래 자신의 성공작이었던 트랜스포트 타이쿤의 후속작을 만들려 했으나 롤러코스터에 큰 관심을 가지게 되어 프로젝트를 롤러코스터 타이쿤으로 바꾸었다. 프로젝트는 개발 당시 화이트 너클(White Knuckle)이라고 불렸으며, 후에 타이쿤 시리즈의 전통에 맞춘 이름으로 바뀌었다.

## 시나리오

### 시나리오 리스트
(일반 글씨체 - 관람객 모으기, 굵은 글씨체 - 공원 가치 올리기)
1. Forest Frontiers
2. Dynamite Dunes
3. Leafy Lake
4. Diamond Heights
5. Evergreen Gardens
6. Bumbly Beach
7. Trinity Islands
8. Katie's Dreamland
9. Pokey Park
10. White Water Park
11. Millennium Mines
12. Karts & Coasters
13. Mel's World
14. Mystic Mountain
15. Pacific Pyramids
16. Crumbly Woods
17. Paradise Pier
18. Lightning Peaks
19. Ivory Towers
20. Rainbow Valley [나무를 제거하거나 지형을 변경할 수 없다.]
21. Thunder Rock
22. Mega Park [시나리오 21번까지 모두 클리어 하면 나타나는 보너스 무한맵 시나리오. 확장팩인 루피 랜드스케이프를 설치하면 엑스트라로 분류된다.]
23. Fort Anachronism [확장팩이 나오기 전 발표된 추가 시나리오. 루피 랜드스케이프를 설치하면 엑스트라로 분류된다.]

## 확장팩

### 콕스크류 폴리스
첫 번째 확장팩으로, 영국과 호주에서는 애디드 어트랙션(Added Attractions)라는 이름으로 발매되기도 했다. 시나리오와 놀이 기구, 시설, 여러 가지 다양한 테마들이 추가되었다. 중요한 추가 시설 중 하나인 배너 사인은 손님들을 막아 길을 잃는 손님들이 줄어들게 해주는 기능이 있다. 발매된 지 1개월여 만에 두 번째 확장팩인 루피 랜드스케이프(Loopy Landscapes)에 포함되는 수모를 당한다. 이 확장팩만 담겨있는 CD를 설치하면, 오리지널 2번째 시나리오인 Dynamite Dunes 시나리오 목표 년도가 3년 10월에서 2년 10월로 조정된다.
추가 시나리오 (일반 글씨체 - 관람객 모으기, 굵은 글씨체 - 공원 가치 올리기)
1. Whispering Cliffs
2. Three Monkeys Park
3. Canary Mines
4. Barony Bridge
5. Funtopia
6. Haunted Harbour
7. Fun Fortress
8. Future World
9. Gentle Glen
10. Jolly Jungle
11. Hydro Hills
12. Sprightly Park
13. Magic Quarters
14. Fruit Farm
15. Butterfly Dam
16. Coaster Canyon
17. Thunderstorm Park
18. Harmonic Hills (오리지널의 Rainbow Valley와 비슷한 유형의 시나리오. 추가 조건으로 나무 높이 이상 건설 금지가 붙어 있다.)
19. Roman Village
20. Swamp Cove
21. Adrenaline Heights
22. Utopia Park
23. Rotting Heights
24. Fiasco Forest
25. Pickle Park
26. Giggle Downs
27. Mineral Park
28. Coaster Crazy (어트랙션의 유일한 코스터 10개 짓기)
29. Urban Park
30. Geoffery Gardens

### 루피 랜드스케이프
30개의 시나리오와 많은 놀이 기구 등이 추가되었다. 콕스크류 폴리스(Corkscrew Follies) 확장팩이 포함되어 있다. 2000년 10월 16일 한글판이 출시되었다.
추가 시나리오 (일반 글씨체 - 일반 관람객 모으기, 굵은 글씨체 - 탑승권만으로 수익 올리기, 기울인 글씨체 - 롤러코스터 10개 또는 미완성 코스터 5개 짓기, 굵고 기울인 글씨체 - 돈이 무제한, 공원 관람객을 모으고 공원 등급을 700이하로 떨어뜨리면 안 됨)
1. Iceberg Islands
2. Volcania
3. Arid Heights
4. Razor Rocks
5. Crater Lake
6. Vertigo Views
7. Paradise Pier 2
8. Dragon's Cove
9. Good Knight Park
10. Wacky Warren
11. Grand Glacier
12. Crazy Craters
13. Dusty Desert
14. Woodworm Park
15. Icarus Park
16. Sunny Swamps
17. Frightmare Hills
18. Thunder Rocks
19. Octagon Park
20. Pleasure Islands
21. Icicle World
22. Southern Sands
23. Tiny Towers
24. Nevermore Park
25. Pacifica
26. Urban Jungle
27. Terror Town
28. Megaworld Park
29. Venus Ponds
30. Micro Park (공원 가치 올리기)

#### 실제 공원 시나리오
1. Alton Towers
2. Heide-Park
3. Blackpool Pleasure Beach

## 엑스박스 버전
윈도우 버전에서의 성공을 이어 엑스박스 버전으로도 출시되었다. 본게임과 두 개의 확장팩이 모두 포함되었다. 하지만 크게 성공하지는 못했다.

## 놀이기구, 상점, 매점
기울이지 않은 글씨는 오리지널, 기울인 글씨는 확장팩 콕스크류 폴리스, 기울이고 진한 글씨는 확장팩 루피 랜드스케이프에서 추가된 놀이기구이다.
운송용 놀이기구
- 미니어쳐 레일웨이(Miniature Railway)
- 모노레일(Monorail)
- 체어 리프트(Chair Lift)
- 서스펜디드 모노레일(Suspended Monorail)

과격하지 않은 놀이기구
- 유령의 집(Haunted House)
- 관람차(Ferris Wheel)
- 헤지 메이즈(Hedge Maze)
- 회전 목마(Merry-Go-Round)
- 전망대(Observation Tower)
- 카 라이드(Car Ride)
- 나선형 미끄럼(Spiral Slide)
- 범퍼카(Dodgems)
- 스페이스 링(Space Ring)
- 사이클 레일웨이(Cycle Railway)
- 비뚤어진 집(Crooked House)
- 모형 골프(Miniature Golf)
- 사이클 모노레일(Cycle Monorail)
- 서커스 쇼(Circus Show)
- 유령 기차(Ghost Train)
- 비행 접시(Flying Saucers)

롤러 코스터 (일부 롤러 코스터는 '롤러 코스터'라는 기본적인 문구를 제외하고 명칭을 사용하였음.)
- 우든 롤러 코스터(Wooden)
- 우든 와이드 마우스 롤러 코스터(Wooden Wild Mouse)
- 스틸 미니 롤러 코스터(Steel Mini)
- 탄광 열차 롤러 코스터(Mine Train)
- 스틸 롤러 코스터(Steel)
- 스탠드업 스틸 롤러 코스터(Stand-Up Steel)
- 스틸 콕스크류 롤러 코스터(Steel Corkscrew)
- 서스펜디드 롤러 코스터(Suspended)
- 인버트 롤러 코스터(Inverted)
- 서스펜디드 싱글-레일 롤러 코스터(Suspended Single-Rail)
- 싱글-레일 롤러 코스터(Single-Rail)
- 봅슬레이드 롤러 코스터(Bobslegh)
- 리버스 프리페일 롤러 코스터(Reverse Freefall)
- 버티컬 롤러 코스터(Vertical)
- 우든 사이드 프릭션(Wooden Side Friction)
- 버지니아 릴(Virginia Reel)
- 우든 역회전(Wooden Reverser)
- 우든 트위스터(Wooden Twister)
- 스틸 와일드 마우스(Steel Wild Mouse)
- 스틸 트위스터(Steel Twister)
- 하트라인 트위스터(Heartline Twister)
- 플라잉(Flying)
- 인버티드 와일드 마우스(Inverted Wild Mouse)
- 서스펜디드 루핑(Suspended Looping)
- 에어 파워드 버티컬(Air Powered Vertical)

스릴 넘치는 놀이기구
- 트위스트(Twist)
- 런치드 프리페일(Launched Freefall)
- 바이킹(Swinging Ship)
- 고 카트(Go Karts)
- 360도 바이킹(Swinging Inverter Ship)
- 모션 시뮬레이터(Motion Simulator)
- 입체 영화관(3D Cinema)
- 톰 스핀(Top Spin)
- 회전 낙하(Roto Drop)
- 엔터프라이즈(Enterprise)

수중 놀이기구
- 워터 슬라이드(Water Slide)
- 로그 플럼(Log Flume)
- 리버 래피드(River Rapids)
- 보트 대여(Boat Hire)
- 리버 라이드(River Ride)
- 제트 스키(Jet Skis)
- 래프트(Raft Ride)
- 워터 코스터(Water Coaster)

상점/매점
- 피자 가게(Pizza Stall)
- 햄버거 가게(Burger Bar)
- 아이스크림 가게(Ice Cream Stall)
- 과자 가게(Chip Stall)
- 솜사탕 가게(Candy Floss Stall)
- 팝콘 가게(Popcorn Stall)
- 음료수 가게(Drink Stall)
- 풍선 가게(Balloon Stall)
- 기념품 가게(Souvenir Stall)
- 안내소(Information Kiosk)
- 화장실(Toilets)
- 핫도그 가게(Hot Dogs Stall)
- 이국적인 해산물 가게(Exotic Sea-Food Stall)
- 토피 애플 가판대(Toffee Apple Stand)
- 후라이드 치킨 가게(Fried Chicken Stall)
- 도우넛 가게(Doughnut Shop)
- 커피 가게(Coffee Shop)
- 레몬에이드 가게(Lemonade Stall)
- 모자 가게(Hat Stall)
- 티셔츠 가게(T-Shirt Stall)

## 평가
| 평가 |                         |
| --- | ----------------------- |
| 통합 점수 통합사 점수 게임랭킹스 87% (PC) [ 1 ] 63.31% (Xbox) [ 2 ] 메타크리틱 62/100 (Xbox) [ 3 ] 평론 점수 평론사 점수 올게임 (PC) [ 4 ] 유로게이머 8/10 (PC) [ 5 ] 게임 인포머 2/10 (Xbox) [ 6 ] 게임 레볼루션 A (PC) [ 7 ] 게임프로 9/10 (PC) [ 1 ] 게임스팟 8.6/10 (PC) [ 8 ] 7/10 (Xbox) [ 9 ] IGN 8.5/10 (PC) [ 10 ] 6/10 (Xbox) [ 11 ] OXM (UK) 8/10 (Xbox) [ 2 ] OXM (US) 6.5/10 (Xbox) [ 2 ] PC 게이머 (UK) 91/100 (PC) [ 1 ] |                         |
| 통합 점수 |                         |
| 통합사 | 점수                    |
| 게임랭킹스 | 87% (PC) 63.31% (Xbox)  |
| 메타크리틱 | 62/100 (Xbox)           |
| 평론 점수 |                         |
| 평론사 | 점수                    |
| 올게임 | (PC)                    |
| 유로게이머 | 8/10 (PC)               |
| 게임 인포머 | 2/10 (Xbox)             |
| 게임 레볼루션 | A (PC)                  |
| 게임프로 | 9/10 (PC)               |
| 게임스팟 | 8.6/10 (PC) 7/10 (Xbox) |
| IGN | 8.5/10 (PC) 6/10 (Xbox) |
| OXM (UK) | 8/10 (Xbox)             |
| OXM (US) | 6.5/10 (Xbox)           |
| PC 게이머 (UK) | 91/100 (PC)             |